# تشاك دورهام
تشاك دورهام (بالإنجليزية: Charles W. "Chuck" Durham)‏ هو شخصية أعمال أمريكي، ولد في 1918، وتوفي في 5 أبريل 2008.